# Frankovski gozd
Frankovski gozd je od 300 do 794,6 m visoko nemško hribovje in ima površino 925 km². Leži v severovzhodni Frankovski (severna Bavarska). Majhni deli pripadajo Turingiji in tvorijo jugovzhodno nadaljevanje Turinškega gozda.
Frankovski gozd je srednji del turinško-frankovskega višavja. Ta 200 km dolg greben Turinškega gozda in Turinškegam Schiefergebirga, Frankovskega gozda in Fichtelgebirge poteka od severozahoda proti jugovzhodu do češke meje.

## Geografija

### Naravna lega
Frankovski gozd leži med Turinškim Schiefergebirge (v ožjem pomenu) na severozahodu, Hofer land na vzhodu, Fichtelgebirge na jugovzhodu in Obermainisches Hügelland na jugu; prehod v hribovje Turinškega Schiefergebirge je gladek, medtem ko prehod v Fichtelgebirge poteka čez visoko planoto Münchberg. Nekatere skupnosti v jugovzhodni Turingiji pripadajo Frankovskemu gozdu, ki z geološkega vidika tvori Saalsko Schiefergebirge skupaj s Turinškim Schiefergebirge in Vogtlandskim Schiefergebirge.
Upoštevajoč morfografske vrednosti je Frankovski gozd območje od jugozahodnega roba Saalskega Schiefergebirge do Kammhöhen. To zlasti pomeni, da se Frankovski gozd šele severovzhodno razteza čez razvodje Majna-Saale in se skoraj izključno izliva v Majno.
Seveda je Frankovski gozd del Turinškega skrilastega gorovja, glavne enote znotraj skupine Turinško-frankovskega Mittelgebirge. Je pa se Frankovski gozd v turističnem smislu iz zgodovinskih razlogov razume kot (delno) ločen od Turinškega gozda. Še danes se razume kot točno tisti del grebena, ki je jugovzhodno od tako imenovane Steinach Flexure  vzdolž črte Mengersgereuth-Hämmern - Steinach - Spechtsbrunn - Gräfenthal, pri čemer fleksura, ki je zaradi čistine zlahka prepoznavna tudi na satelitskih posnetkih, seka rečne doline Steinacha in njenih pritokov in ne sledi eni od njihovih dolin.

### Hribi
Hribi Frankovskega gozda vključujejo – razvrščene po nadmorski višini v metrih (m):
| - Döbraberg (794,6), pri Schwarzenbach am Wald, Bavarska - Wetzstein (792,7), pri Brennersgrün, Turingija - Schneidberg](758,8), pri Geroldsgrün, Bavarska - Wildberg (735), pri Tettau, Bavarska - Spitzberg (729,2), im Gerlaser Forst, Bavarska - Kulmberg (726,7), pri Schlegel, Turingija - Steiniger Hügel (712), pri Geroldsgrün, Bavarska - Geuserberg (708), pri Wallenfels, Bavarska - Veiteknock (707), pri Langenbach, Bavarska - Rauhenberg (706), pri Helmbrechts, Bavarska - Sonneberger Berg (704), pri Sonneberg, Turingija |  |  |  | - Friedelhöhe (700), pri Obersteben, Bavarska - Langesbühl (699), pri Steinbach pri Geroldsgrün, Bavarska - Auf der Wach (697,2), pri Tschirn, Bavarska - Bocksberg (696.5), pri Judenbach, Turingija - Knöcklein (692), pri Carlsgrün, Bavarska - Steinbruchberg (681,3), pri Grafengehaig, Bavarska - Radspitze (678,4), pri Mittelberg (Marktrodach), Bavarska - Schleifenberg (665,6), pri Sonneberg, Turingija - Klößberg (664), pri Rodacherbrunn in Titschendorf, Turingija - Erbisbühl (637,5; Sternwarte Sonneberg), in Sonneberg, Turingija |

### Fizična geografija
Značaj frankovskega gozda opisuje le na prvi pogled protisloven stavek: »V frankovskem gozdu ni gora – so doline«. Veliko število ozkih, včasih vzporednih V-dolin med Werro, Itz in Steinach na severozahodu ter povirjem Bele Majne na jugovzhodu posega v planoto in tako tvori nizko hribovje.[3]
Frankovski gozd je območje z gostim gozdom. Včasih sta prevladovali bukev in jelka. Po skoraj popolnem krčenju gozdov na prehodu iz 19. v 20. stoletje je bilo območje v glavnem pogozdeno s hitro rastočimi monokulturami smreke, ki še danes zaznamujejo podobo gozda.
Geologijo frankovskega gozda v veliki meri sestavljajo spodnjekarbonski sivi in glinasti skrilavci. Na frankovski liniji, prelomni coni, meji na školjkast apnenec zgornje celine. V znanstvenem smislu ločimo frankovski gozd v ožjem pomenu (zahodno od Selbitza) in frankovski gozd (splošen izraz za tri območja frankovskega gozda v ožjem pomenu, planoto Münchberg in bavarski Vogtland).
Na zahodnem robu Frankovskega gozda, med Gundelsdorfom na jugu in Rothenkirchnom na severu, leži tridelna kotlina Stockheim, ena redkih kotlin iz perma na Bavarskem. Vsebuje kisle vulkanske kamnine, vulkanske in jezerske sedimente perma (predvsem skrilavec, peščenjak in različni konglomerati) ter nekateri tanki premogovni sloji, ki so jih do 1960-ih kopali pod zemljo v bližini Stockheima in Neuhaus-Schierschnitza

### Antropogeografija
Zgoraj omenjeni skrilavec je zasnoval hiše – »modro zlato« se še danes uporablja za kritino - in zaznamuje frankovske gozdne vasi.
Številni kraji, kot sta Schwarzenbach am Wald ali Bad Steben, so zaradi svoje nadmorske višine in prijaznega podnebja državno odobrena klimatska zdravilišča in tako prispevajo velik delež k dohodku prebivalstva.
Frankovski gozdarji so tesno povezani s svojim gozdom. To je bila osnova za njihovo preživetje v industriji stekla in porcelana, splavarstvu, oglarstvu in številnih reznicah. Splavarji na Majni in Renu so prinesli frankovsko jelko do Amsterdama. Rafting na Wilden Rodach pri Wallenfelsu turisti uporabljajo še danes.
Poselitev Frankovskega gozda se je začela v 13. stoletju, sprva na gozdnatih planotah. Prva naselja z naselbinskima oblikama Waldhufendorf in Rundangerdorf, ki sta še danes prepoznavni, so nastala na čistinskih otokih. Vas Effelter v okrožju Kronach, ki je danes okrožje Wilhelmsthal, je odličen primer dobro ohranjene vasi Rundanger. Šele kasneje so se poselile doline in se razvile v tipične travniške doline.
Zato so za Frankovski gozd značilni trije krajinski elementi:
- očiščene planote
- gozdnata pobočja
- travniške doline

Na vzhodu, v okolici Naile in Schwarzenbach am Wald, prevladuje precej rahlo valovita visokogorska pokrajina. Na zahodu pa se v okrožju Kronach izmenjujejo ozke travniške doline, gozdnata pobočja in očiščene planote.

## Znamenitosti
- Nekatere dobro ohranjene utrjene cerkve, kot na primer v občini Steinbach am Wald, ki so nekoč varovale prebivalstvo
- utrjena cerkev Svetega Duha v Grafengehaigu,
- trdnjava Rosenberg nad zgodovinskim starim mestom Kronach,
- Burg Lauenstein
- Markgrafenkirche v Seibelsdorfu
- Grad Mitwitz z jarkom
- Romarska bazilika Marijinega obiskanja v Marienweiherju pri Marktleugastu, ena najstarejših romarskih cerkva v Nemčiji

### Naravne lepote
- Höllental pri Bad Stebnu z razglednima točkama Hirschsprung in König David
- Radspitze in Eckscher Höhenweg
- Razgledna skala na griču kamnoloma pri Grafengehaigu
- Mühlenweg pri Grafengehaigu
- Soteska Steinach blizu Grafengehaiga
- Steinachtal pri Stadtsteinachu
- Rennsteig na Schönwappenweg in na Wetzstein
- Schorgasttal pri Wirsbergu
- Weissenstein pri Stambachu
- Rodachtal z Wilden Rodach
- Loquitztal pri Lauensteinu
- Dolina Kremnitz pri Giftingu
- Poplavno območje Teuschnitz
- Döbraberg pri Schwarzenbach am Wald

## Turizem
- Rolanje in kolesarjenje po Ködeltalsperre
- Rafting na Wilden Rodach v Wallenfelsu
- Čipkarstvo v Nordhalbnu
- Rodachtalbahn med Steinwiesnom in Nordhalbenom
- Zdravilne in wellness počitnice v Bad Stebnu, najvišjem bavarskem državnem zdravilišču s termalnimi kopališči
- Obisk edinega še delujočega kamnoloma skrilavca na Bavarskem, skrilavca Lotharheiler, ki ga pridobivajo pod zemljo v bližini Geroldsgrüna
- Pohodništvo po več kot 4200 kilometrih označenih pohodniških poti, kot so Rennsteig, certificirana Frankenweg, Frankovska planinska pot ali mreža pohodniških poti Francoske gozdne zveze
- Frankovski gozd je prva bavarska kakovostna regija za pohodništvo v Nemčiji, za kar je leta 2015 prejela certifikat Nemškega pohodniškega združenja
- Kolesarjenje, na primer po kolesarski stezi Tettaura ali gorsko kolesarjenje po eni od sedmih označenih gorskih prog (skupaj 300 kilometrov z 8000 m višinske razlike); Francoski gozdni kolesarski maraton poteka vsako leto v začetku avgusta z razdaljami od 50 do 250 kilometrov z do 3940 m višinske razlike.
- Tek na smučeh, na primer okoli Döbraberga, Wetzsteina ali blizu Grafengehaiga na ledeniku Walberngrün (skupaj okoli 500 kilometrov označenih tekaških prog)
- Alpsko smučanje na skupno 16 žičnicah
- Frankenwaldhochstraße

## Reke
Frankonski gozd leži med Majno na jugozahodu in (Saško) Saale na severovzhodu. Rodach s pritoki Haßlach in Kronach ter Schorgast z Untere Steinach tečeta proti Majni, pri čemer zadnji dve reki izvirata na planoti Münchberg in samo Untere Steinach prečka Frankovski gozd, njena sprejemna voda pa tvori južno mejo zahodno od Wirsberga.
Selbitz v vzhodnem Frankovskem gozdu in Loquitz na severu se izlivata v Saale. Evropsko razvodje med Labo in Renom poteka v Frankovskem gozdu med pritokoma Saale in Majno.

## Film
Otto Knopf, Johannes Martin: Der Frankenwald. Impressionen einer Landschaft. Conventus Musicus, Dettelbach 2005, ISBN 3-429-02720-9 (DVD, igralni čas 63 minut)